# Lesieniec (Petite-Pologne)
Pour les articles homonymes, voir Lesieniec.
Lesieniec est une localité polonaise de la gmina d'Iwanowice, située dans le powiat de Cracovie en voïvodie de Petite-Pologne.